# USK Praag (vrouwenbasketbal)
Univerzitní Sportovní Klub Praag is een damesbasketbalteam uit Praag, Tsjechië welke speelt in de Czech Women's Basketball League. De club werd opgericht in 1953.

## Geschiedenis
De club werd opgericht in 1953. Ze spelen sinds 2014 hun thuiswedstrijden in de Královka Arena. In 1973 verloor USK de Ronchetti Cup door in de finale te verliezen van Spartak Leningrad uit de Sovjet-Unie. Ze verloren over twee wedstrijden met een totaalscore van 92-140. In 1976 won USK wel de Ronchetti Cup. Ze wonnen in de finale van ŽKK Industromontaža Zagreb uit Joegoslavië. Ze wonnen over twee wedstrijden met een totaalscore van 141-129. In 2015 won USK de EuroLeague Women. Ze wonnen in de finale van UMMC Jekaterinenburg uit Rusland met 72-68. Ook won USK in 2015 de FIBA Europe SuperCup Women. Ze speelde opnieuw tegen UMMC Jekaterinenburg en wonnen met 93-91. In 2025 won USK de EuroLeague Women voor de tweede keer. Ze wonnen in de finale van ÇİMSA ÇBK Mersin uit Turkije met 66-53. USK werd acht keer Landskampioen van Tsjecho-Slowakije en werd zeventien keer Landskampioen van Tsjechië. Ook werd USK zes keer Bekerwinnaar van Tsjechië.

## Erelijst
- Landskampioen Tsjecho-Slowakije: 8
  - Winnaar: 1970, 1973, 1982, 1983, 1984, 1985, 1988, 1989
  - Tweede: 1971, 1972, 1975, 1981, 1986, 1987, 1990

- Landskampioen Tsjechië: 17
  - Winnaar: 1994, 1995, 2009, 2011, 2012, 2013, 2014, 2015, 2016, 2017, 2018, 2019, 2020, 2021, 2022, 2023, 2024
  - Tweede: 1996, 1997, 2001, 2002, 2003, 2005, 2006, 2007, 2008, 2010

- Bekerwinnaar Tsjechië: 6
  - Winnaar: 2010, 2011, 2012, 2014, 2015, 2021
  - Runner-up: 1996, 1997, 1998, 1999, 2000, 2001, 2002, 2003, 2004, 2005, 2007, 2008, 2009, 2013

- EuroLeague Women: 2
  - Winnaar: 2015, 2025

- Ronchetti Cup: 1
  - Winnaar: 1976
  - Runner-up: 1973

- FIBA Europe SuperCup Women: 1
  - Winnaar: 2015

## Bekende (oud)-spelers
- - Natália Hejková
- Tammy Sutton-Brown
- Milka Bjelica
- Laia Palau
- Emese Hof
- Jelena Karpova
- Ivanka Matić
- Sonja Petrović
- Jana Veselá
- Rebekkah Brunson
- Swin Cash
- Lindsay Whalen

## Bekende (oud)-coaches
- Natália Hejková